# Horichia dressleri
Horichia es un género monotípico de orquídeas. Tiene una especie: Horichia dressleri Jenny, que es nativa de Panamá.

## Descripción
Se encuentra en Panamá como una especie de orquídea que prefiere el clima cálido. Tiene hábitos de epífita y se encuentra en alturas de entre 200 y 1000 metros. Produce la floración en el otoño.

## Taxonomía
Horichia dressleri fue descrita por Rudolph Jenny y publicado en Die Orchidee 32(3): 108–109, f. 1–4. 1981.